# Їлдиз (станція метро)
41°03′15″ пн. ш. 29°00′35″ сх. д. / 41.05409703° пн. ш. 29.00963706° сх. д.
Їлдиз (тур. Yıldız) — тимчасова кінцева метростанція на лінії М7 Стамбульського метро.  
Станція розташована під бульваром Барбаросси у мікрорайоні Їлдиз, Бешикташ, Стамбул, Туреччина.
Станцію було відкрито 2 січня 2023

Конструкція: пілонна станція з укороченим центральним залом (глибина закладення — 71 м) типу горизонтальний ліфт.
Пересадки
- Автобуси: 27E, 27SE, 29A, 29C, 29D, 29E, 30A, 30M, 36G, 36L, 40B, 41E, 43R, 58A, 58N, 58S, 58UL, 62, 62G, 63, 129T, 559C, U1, U2;
- Маршрутки: Бешикташ - Сариєр, Бешикташ - Тараб'я, Бешикташ - Башак-Конутлари, Бешикташ - Яг'я Кемал

Заклади та місця поруч
- Державна лікарня Саїд Чифтчі
- Мечеть Їлдиз Гамідіє
- Парк Їлдиз
- Порцеляновий завод Їлдиз[tr]
- годинникова вежа Їлдиз
- палац Їлдиз
- Кампус технічного університету Їлдиз

| Попередня станція | Лінія | Лінія                           | Лінія | Наступна станція   |
| ----------------- | ----- | ------------------------------- | ----- | ------------------ |
| Кінцева           |       | M7 (Стамбульський метрополітен) |       | Фулья до Махмутбей |